# 索良卡村委员会
索良卡村委员会（俄语：Солянский сельсовет）是俄罗斯联邦阿斯特拉罕州纳里马诺夫区所属的一个村委员会。其下辖有7个居民点，行政中心为索良卡。据2015年统计，该村委员会的人口为7541人。